# Вездеход

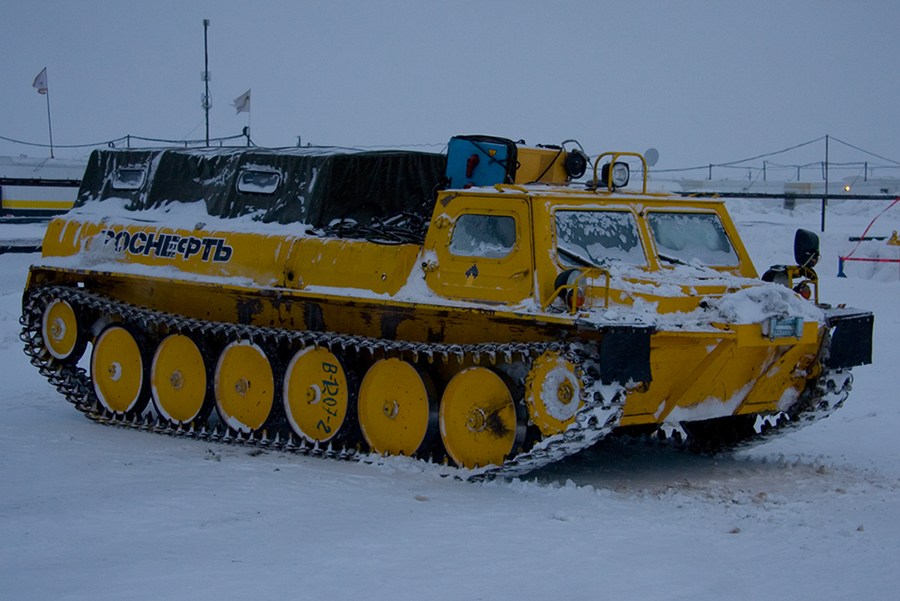
Вездеход ГАЗ-34039 на Ванкорском месторождении в Восточной Сибири

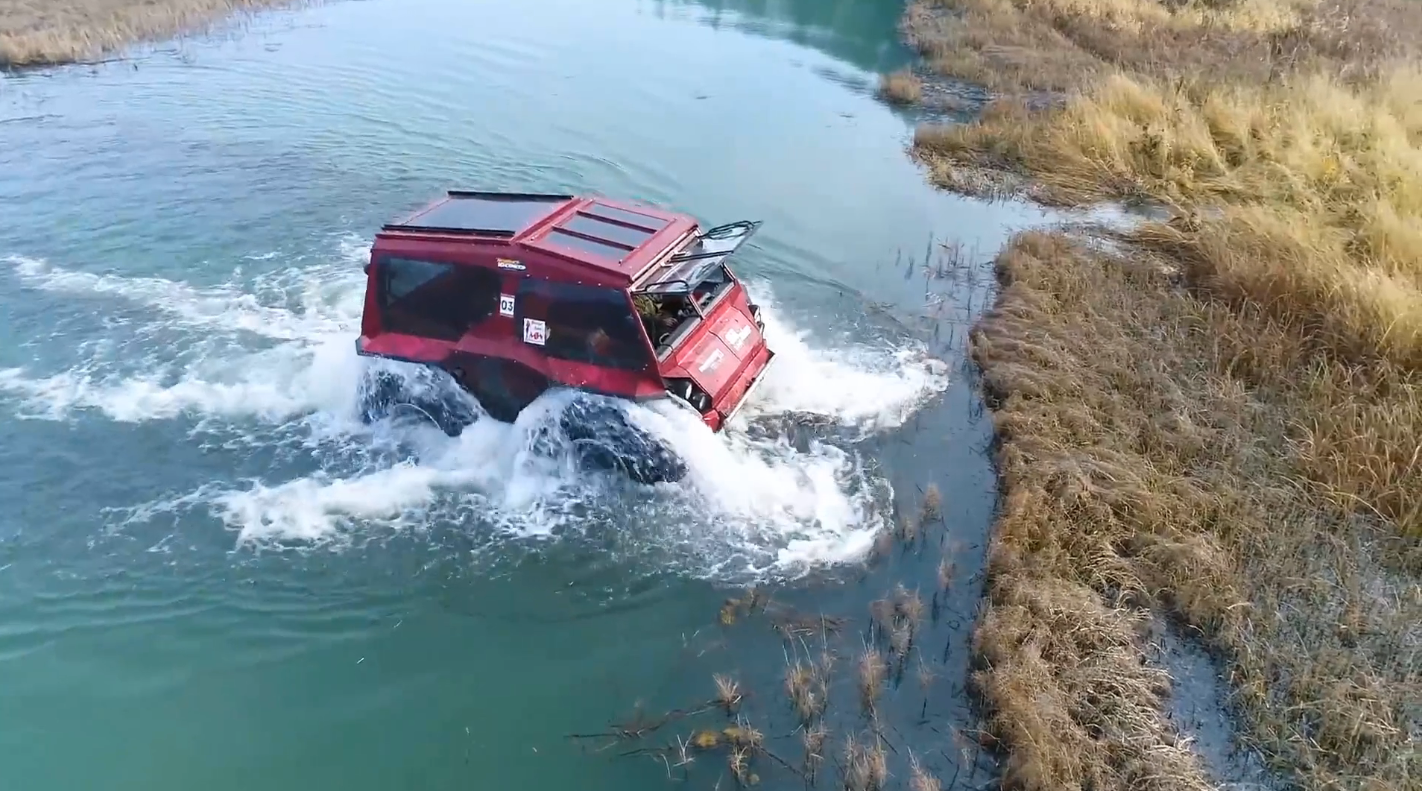
Вездеход BigBo

Вездехо́д — наземное транспортное средство высокой проходимости для передвижения по пересечённой местности и в условиях отсутствия дорог.
Близкие термины: внедорожник, болотоход, снегоболотоход, гусеничный транспортёр, гусеничный тягач, мотовездеход, квадроцикл. Вездеходы на шинах низкого давления в просторечии называют каракатами.

## История создания вездехода
Основоположником создания вездеходов можно считать Якоба Спайкера, владельца небольшого машиностроительного завода под Амстердамом. В 1903 году он вместе с конструктором Ф. В. Брандтом для участия в гонках Париж — Мадрид решил построить легковой автомобиль конструкции 4×4.
Работы по созданию вездеходов с использованием гусеничного шасси были начаты в 1910—1916 гг. изобретателем А. Кегрессом. Он предложил для повышения проходимости по снежному покрову и в условиях болот вместо ведущих колес заднего моста использовать гусеницы. Нагрузка от задней части кузова распределяется набором опорных катков, что создает маленькое удельное давление на поверхность.
Первым в Союзе ССР идею создания дальнего экспедиционного вездехода в 1936 году предложил профессор Военно-воздушной инженерной академии имени Н. Е. Жуковского Георгий Покровский. Он указал и основные области применения больших вездеходов: грузоперевозки, исследовательские и спасательные операции — вне зависимости от погоды, состояния льдов и грунта. В числе конструктивных особенностей, предсказанных Покровским: передвижение в воде за счёт перемотки гусениц с развитыми грунтозацепами, большая ширина гусениц обеспечивающая низкое давление на грунт, дизель в качестве главного двигателя.
Для экспедиции Ричарда Бэрда в Антарктиду 1939 — 1941 годов в США был построен огромный колёсный вездеход, который оказался непригодным для условий Антарктиды.
В сентябре 2008 года испытания начали проходить вездеходы новых модификаций, созданные автозаводом «ГАЗ».
Для индивидуальных нужд и для использования в условиях ограниченного пространства стали появляться лёгкие пассажирские вездеходы.

## Некоторые виды и типы вездеходов
Вездеходы классифицируются отдельными авторами на виды и типы по следующим критериям:  
- Типу движителя:
  - колёсные
  - гусеничные
  - воздушная подушка
  - шнеко-роторные
- Типу двигателя:
  - дизельные
  - бензиновые
- Преодолению водных преград:
  - сухопутные
  - амфибии
- Применению:
  - лёгкие пассажирские
  - пассажирские
  - грузо-пассажирские
  - тягачи
- Типу рамы:
  - на единой раме
  - шарнирные
  - сочленённые

## Галерея

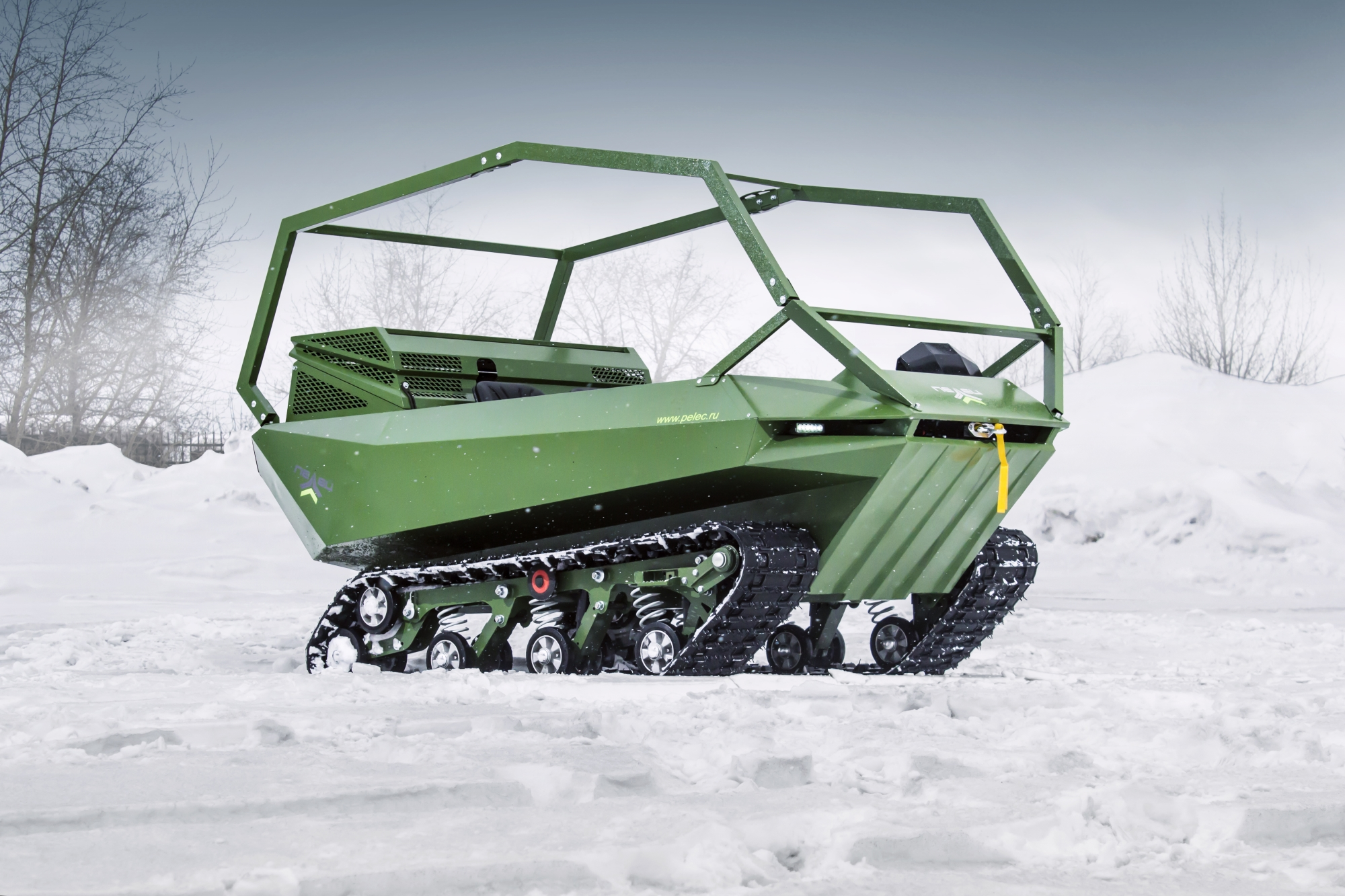
Лёгкий гусеничный вездеход «Пелец Круизер III». Мощность - 30 л.с., масса - 620 кг.
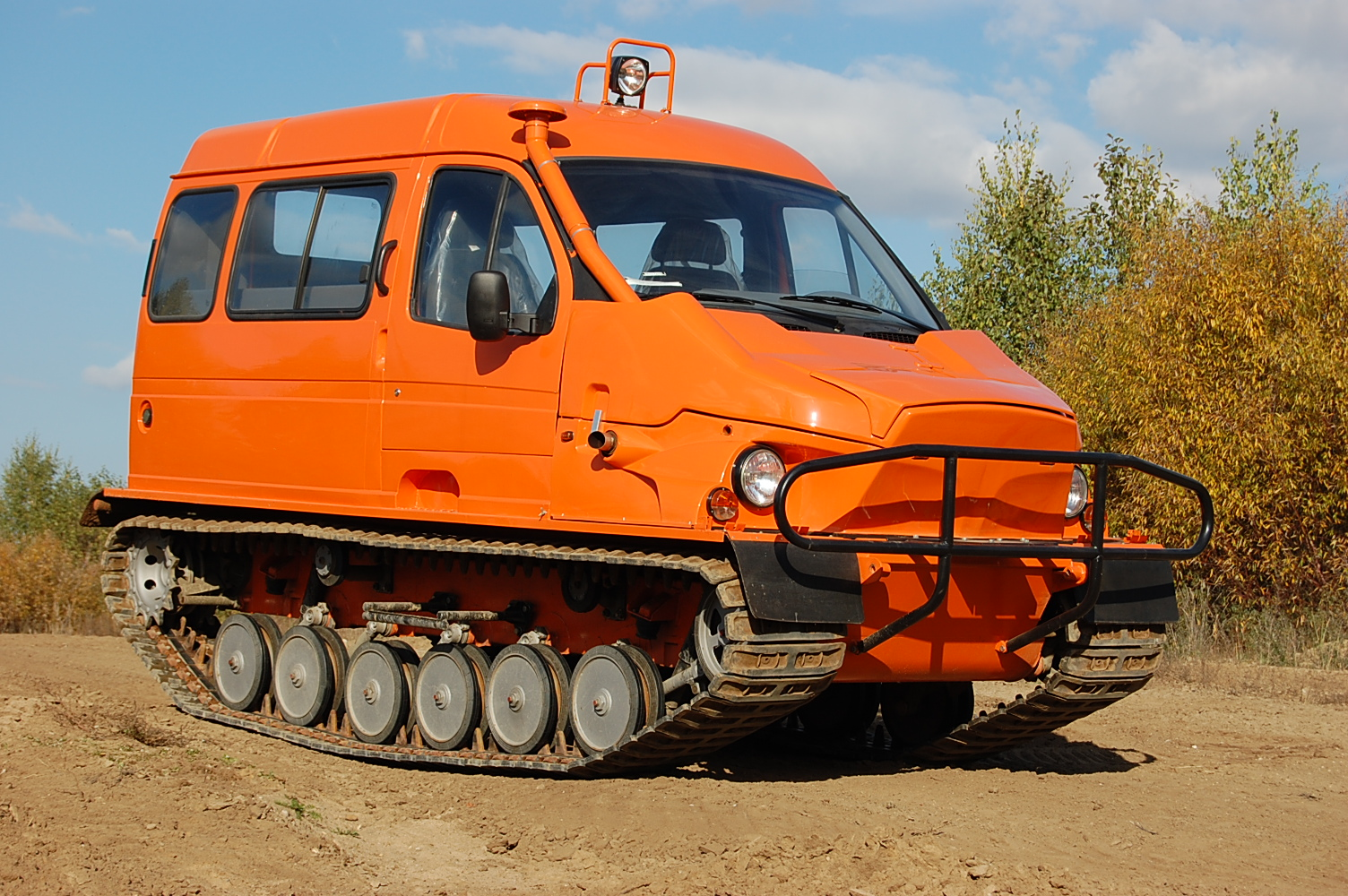
Гусеничный плавающий вездеход ГАЗ-3409 «Бобр»
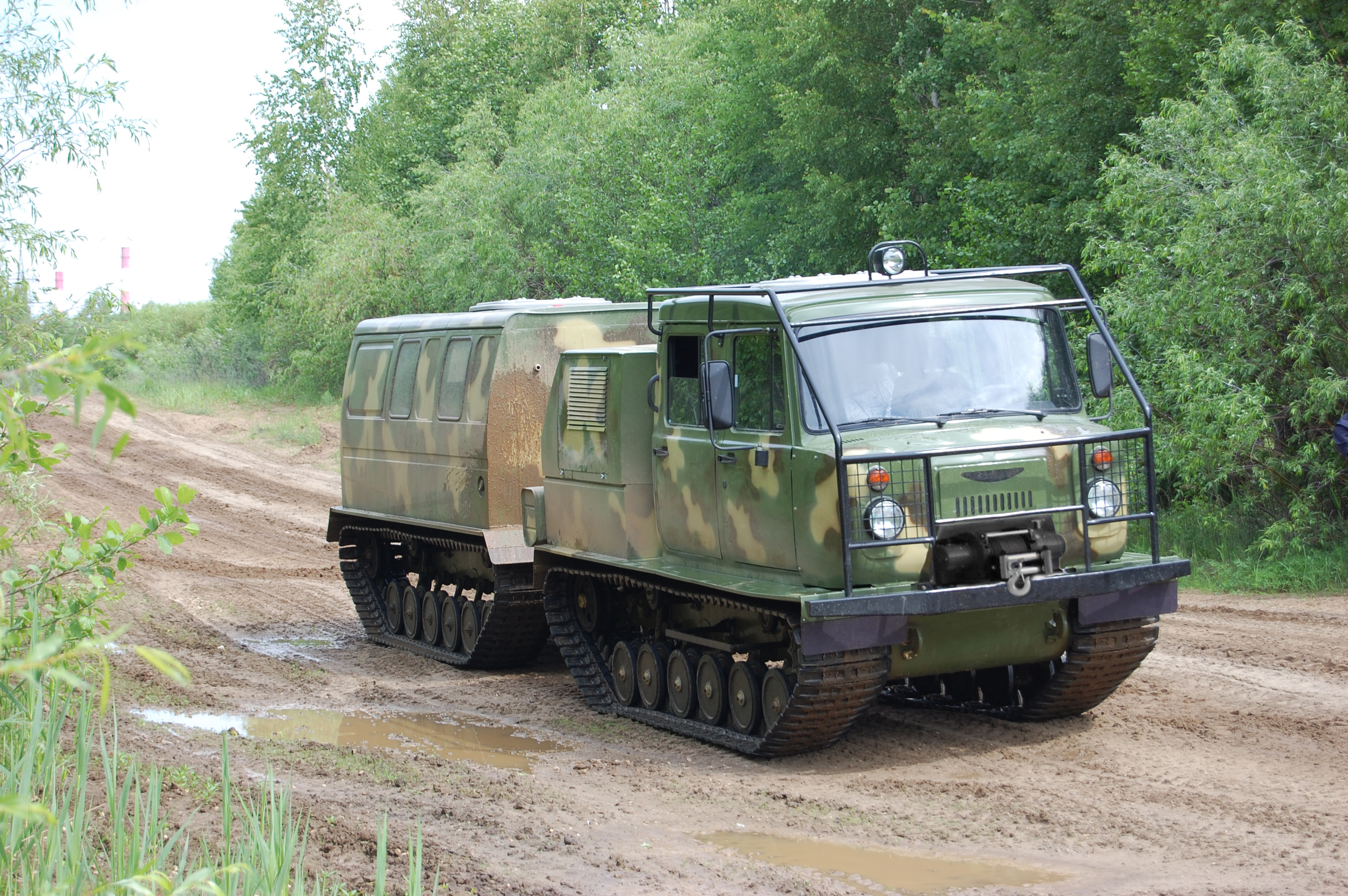
Гусеничный двухзвенный плавающий вездеход ГАЗ-3344
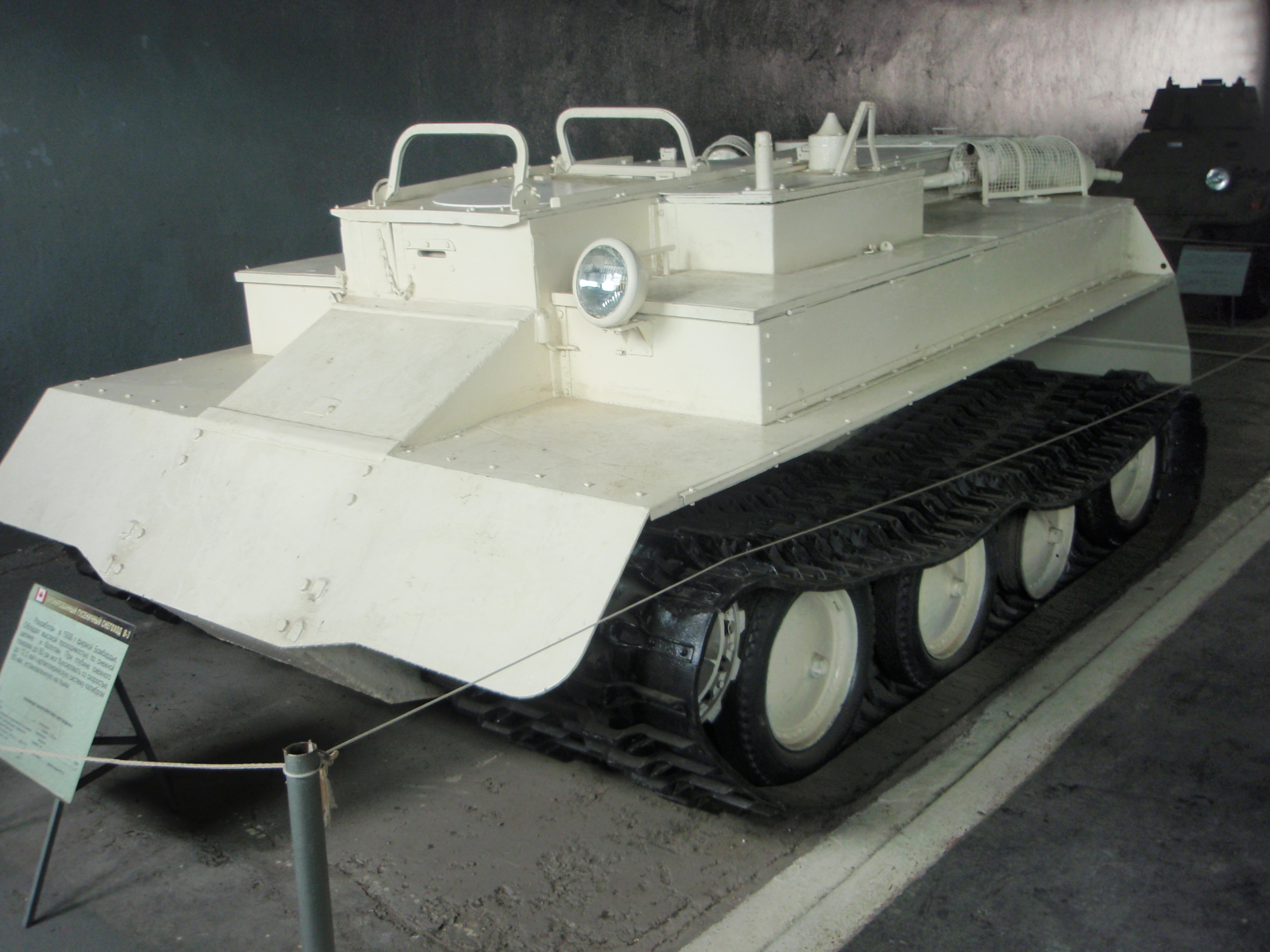
Канадский бронированный гусеничный снегоход B-3 времен Второй мировой войны
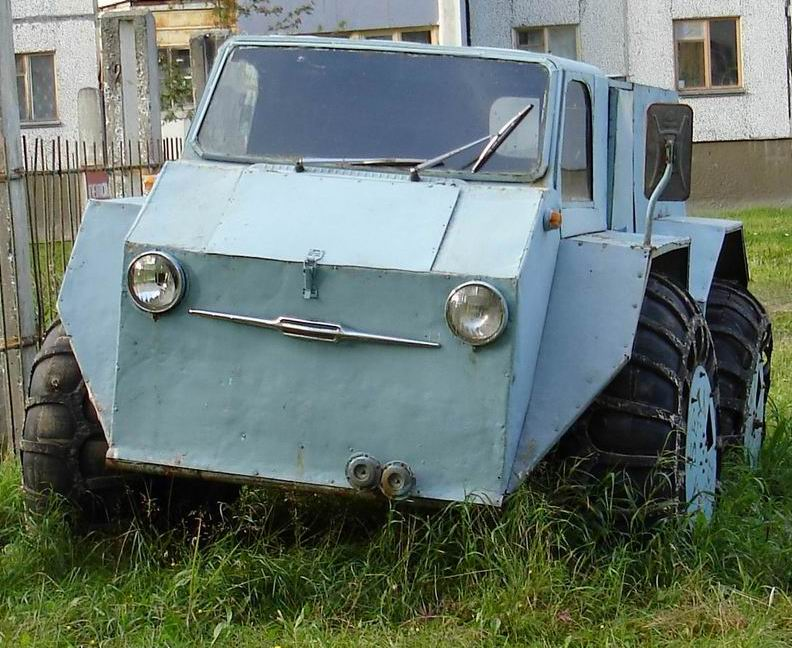
Самодельный колёсный вездеход для рыбалки
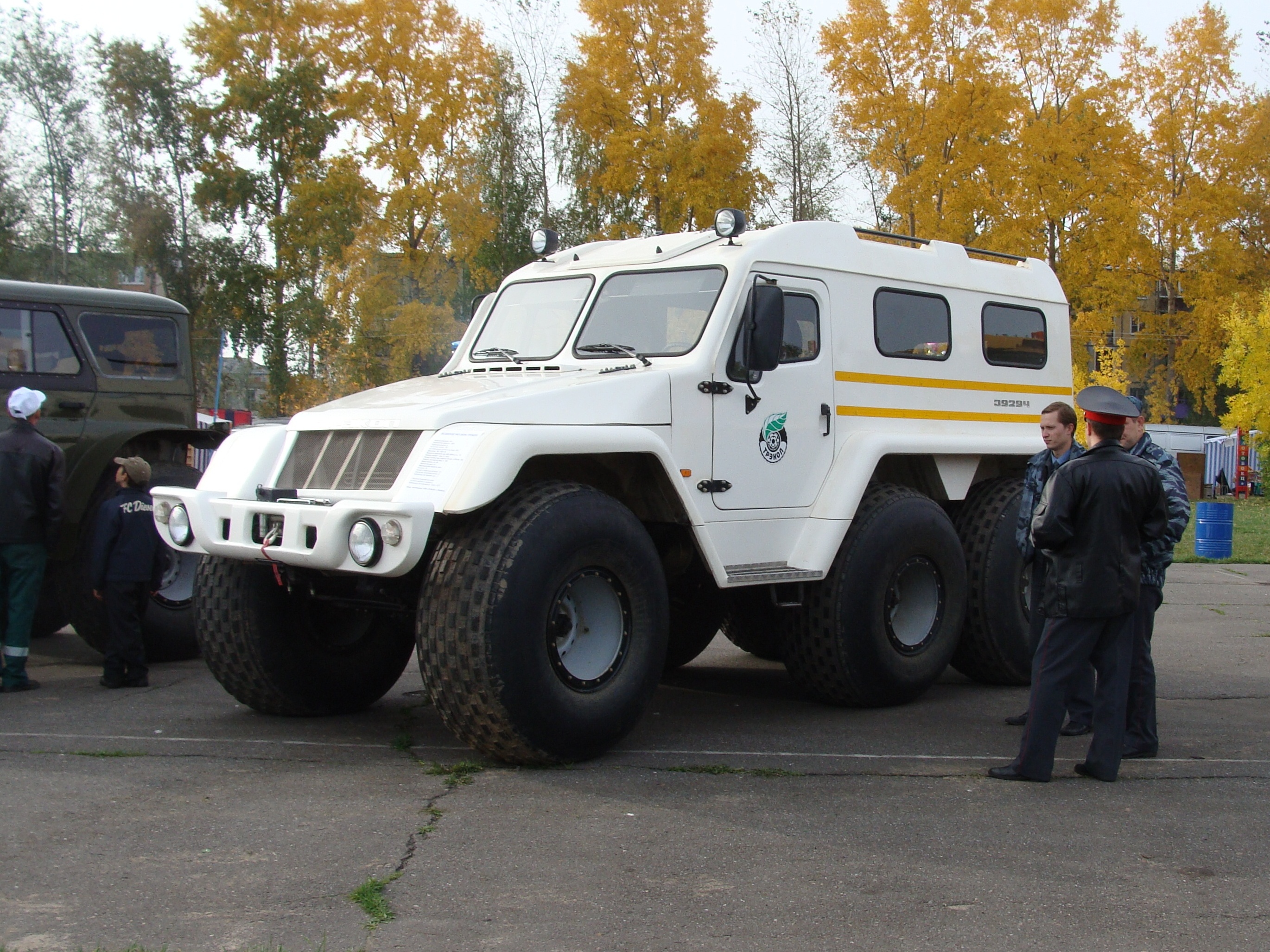
Колёсный плавающий вездеход на шинах сверхнизкого давления ТРЭКОЛ-39294
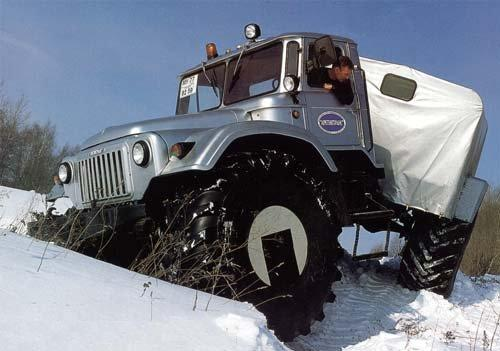
Грузовой плавающий вездеход «Мамонтёнок» с шарнирно-сочлененной рамой на шинах сверхнизкого давления
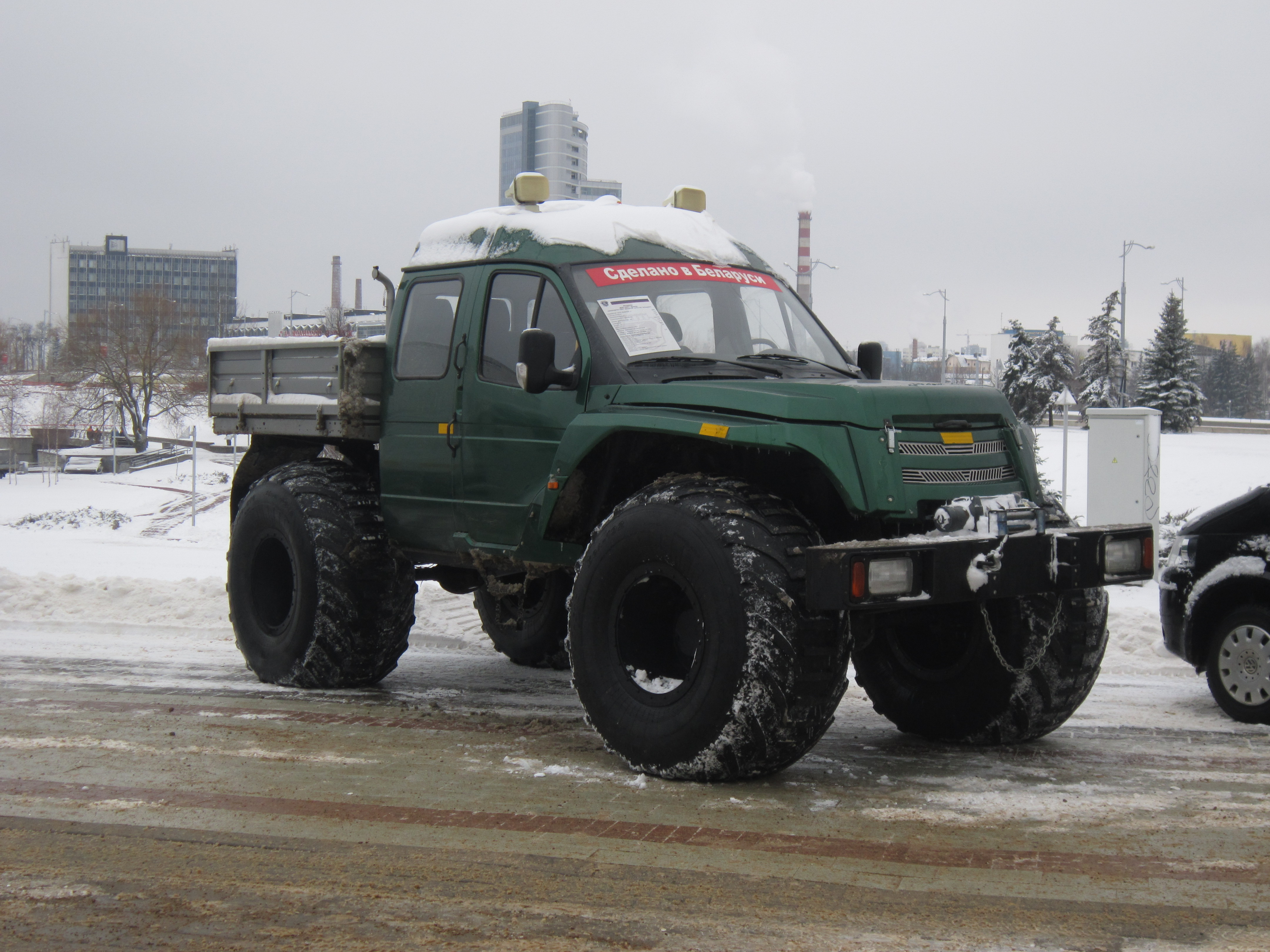
Колёсный вездеход МАС-4421 «Днепр»
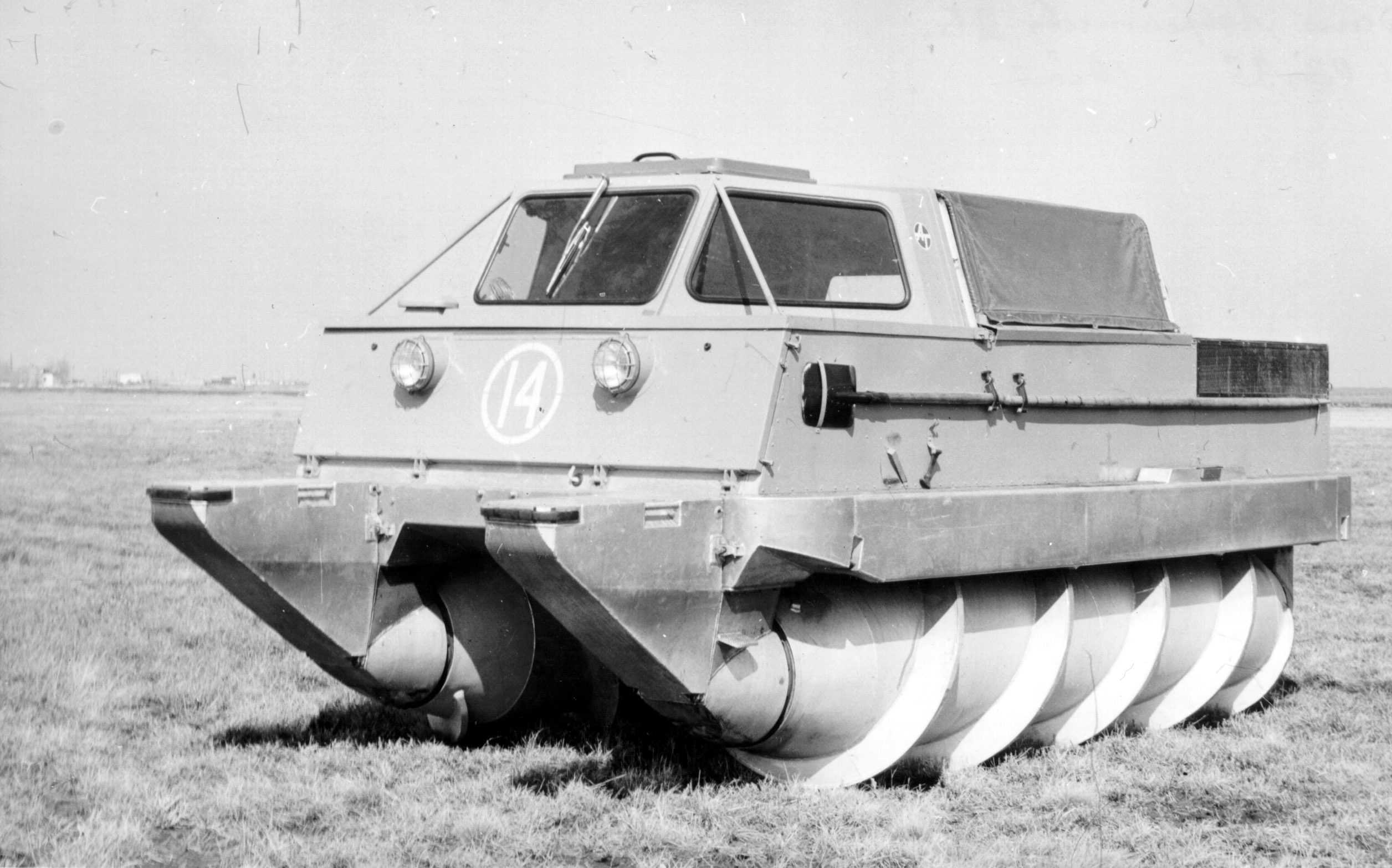
Шнекороторный вездеход ЗИЛ-29061
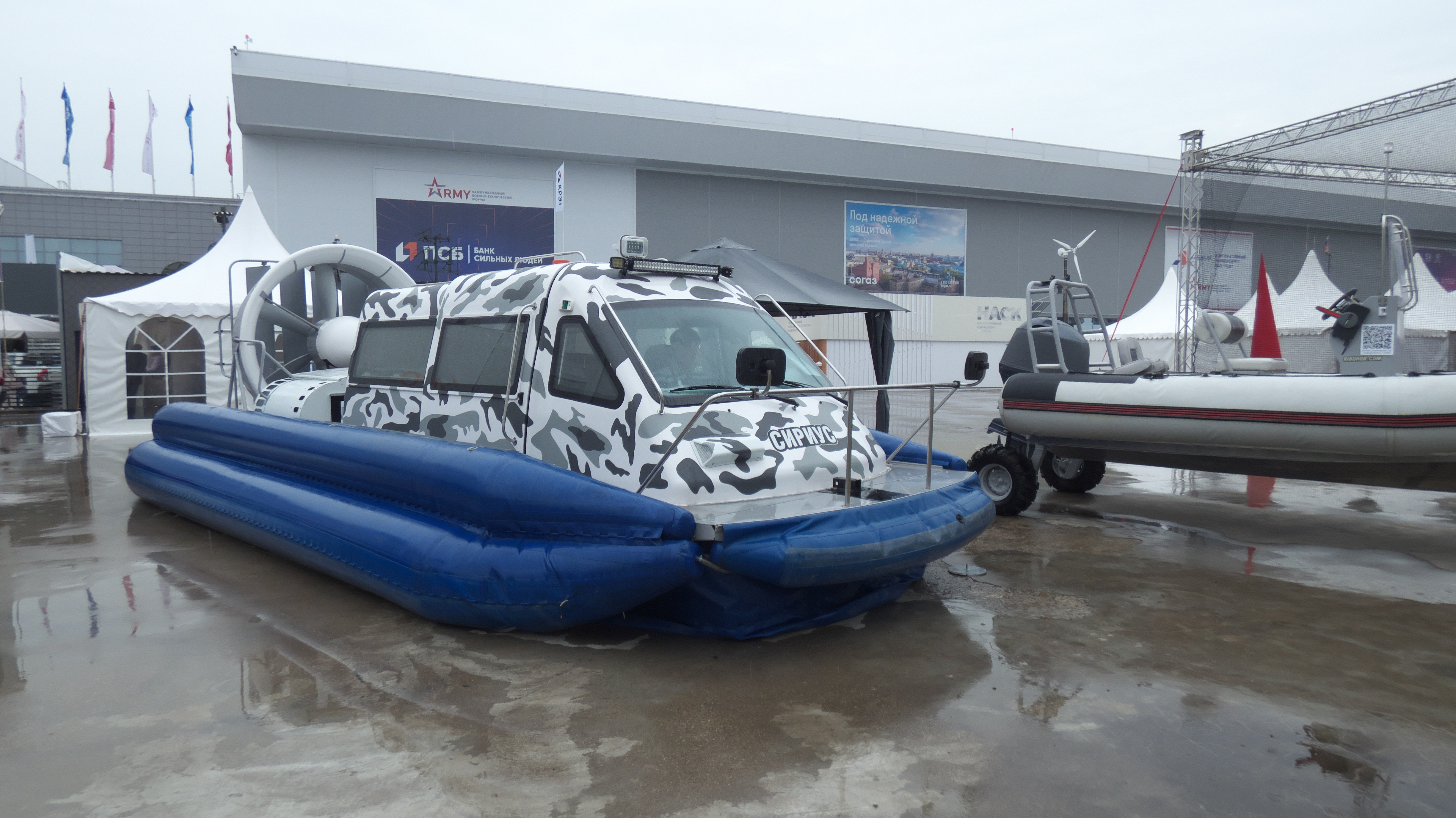
Судно на воздушной подушке «Сириус» может передвигаться по различным типам поверхности, поэтому также относится к вездеходам